# Pierre Deffontaines (géographe)
Pour les articles homonymes, voir Pierre Deffontaines et Deffontaines.
Pierre Deffontaines, né le 21 février 1894 à Limoges et mort le 25 novembre 1978 à Paris, est un géographe français.

## Biographie
Après une licence de droit, il s'intéresse à la préhistoire. C'est grâce aux ouvrage et cours au collège de France de Jean Brunhes qu'il s'intéresse à la géographie. Jean Brunhes reste son maître connu pour ses travaux de géographie humaine où il représente l'école paysagiste. Il passe une licence d'histoire et géographie et une maîtrise sous la direction d'Albert Demangeon, dont le mémoire porte sur la géographie préhistorique du Limousin et de son pourtour sédimentaire. Il passe son agrégation d'histoire-géographie en 1922 et obtient une bourse de la Fondation Thiers pour préparer sa thèse. Il soutient en 1932 sa thèse, toujours sous la direction Albert Demangeon à l'Université de Paris, sur Les hommes et leurs travaux dans les pays de la Moyenne Garonne (Agenais et Bas-Quercy).
Professeur de géographie, il enseigne à la faculté des lettres de Lille de 1924 à 1938, participe à la vie de la Société de géographie de Lille Maximilien Sorre, dont il prend le secrétariat général de 1931 à 1937, un an avant son départ de l'Université de Lille. De 1935 à 1938, il est membre de la commission exécutive de la Société de géographie de Paris.
Il participe aux congrès de l'Union géographique internationale à Paris en 1931 et à Amsterdam en 1938.
De 1938 à 1964, il dirige l'Institut français de Barcelone, envoyé par le gouvernement de Vichy, qui met en place à la tête des institutions françaises en Espagne des personnalités avec un profil catholique. En 1942, il rejoint la France combattante,; il organise avec des Catalans un nouvel Institut français attaché au gouvernement d'Alger, et participe au réseau d'aide aux rescapés de la France de Vichy à travers les Pyrénées. À la fin de la de son mandat à  Barcelone, il enseignera à l'université de Montpellier de 1964 à 1967.
Il voyage beaucoup durant toute sa vie, notamment en Amérique latine, où il fonde les instituts de géographie de São Paulo en 1936 et de Rio de Janeiro en 1938. Ce catholique social est proche du scoutisme où il développe l'observation du paysage à travers les activités humaines (notamment l'exploration).
Il fonde la collection Géographie humaine (Gallimard) dans laquelle il écrit L'Homme et la forêt (1933), Géographie et Religions (1948), L'Homme et l'Hiver au Canada (1957) et L'Homme et sa Maison (1972). Son livre Petit guide du voyageur actif fait connaître la géographie à un large public.
Il dirige à la Bibliothèque de la Pléiade le volume sur la géographie générale (1966) puis celui sur la géographie régionale (1976).
Pierre Deffontaines meurt le 25 novembre 1978 à Paris et est inhumé au cimetière du Père-Lachaise (40e division).

## Œuvres
- Les hommes et leurs travaux dans les pays de la moyenne Garonne (Agenais, Bas-Quercy), thèse, 1932.
- La Vie forestière en Slovaquie., Paris, H. Champion, 1932, 95 p., Thèse complémentaire présentée à la Faculté des lettres de l'Université de Paris
- « Notes sur la géographie préhistorique », Rev. anthropologique, 42e année,  N° 7-8,‎ juillet-septembre 1932, p. 12
- L'Homme et la Forêt, Paris, Gallimard, 1933, 189 p. Prix de Joest de l’Académie française en 1934
- L'Homme et la montagne au Brésil..., Nancy, Société d'impressions typographiques, 1937, 31 p.
- Petit guide du voyageur actif, Paris, Clermont-Ferrand, Edition sociale française, 1941, 32 p.
- Géographie et religions, Paris, Gallimard, 1948, 441 p.
- L'Homme et l'hiver au Canada, Paris, Gallimard, 1957, 297 p. Prix Broquette-Gonin (philosophie) de l’Académie française en 1958
- Géographie universelle, avec Mariel Jean-Brunhes, 3 volumes, Paris, Larousse, 1958.
- L'Homme et sa maison, Paris, Gallimard, 1972, 254 p.
- La Méditerranée catalane, Paris, Presses universitaires de France, coll. Que sais-je ?, 1975, 126 p.
- Journal de guerre, 1939-1944, Villeneuve-d'Ascq, Presses universitaires du Septentrion, 2015, 305 p.

## Dans la culture
Une scène de Belphégor, le fantôme du Louvre, de Jean-Paul Salomé et avec Sophie Marceau, a été tournée devant la chapelle funéraire, et fait plusieurs fois mention au géographe.